# Yucca baccata
La yuca banana (Yucca baccata) es una especie de planta fanerógama perteneciente a la familia Asparagaceae.

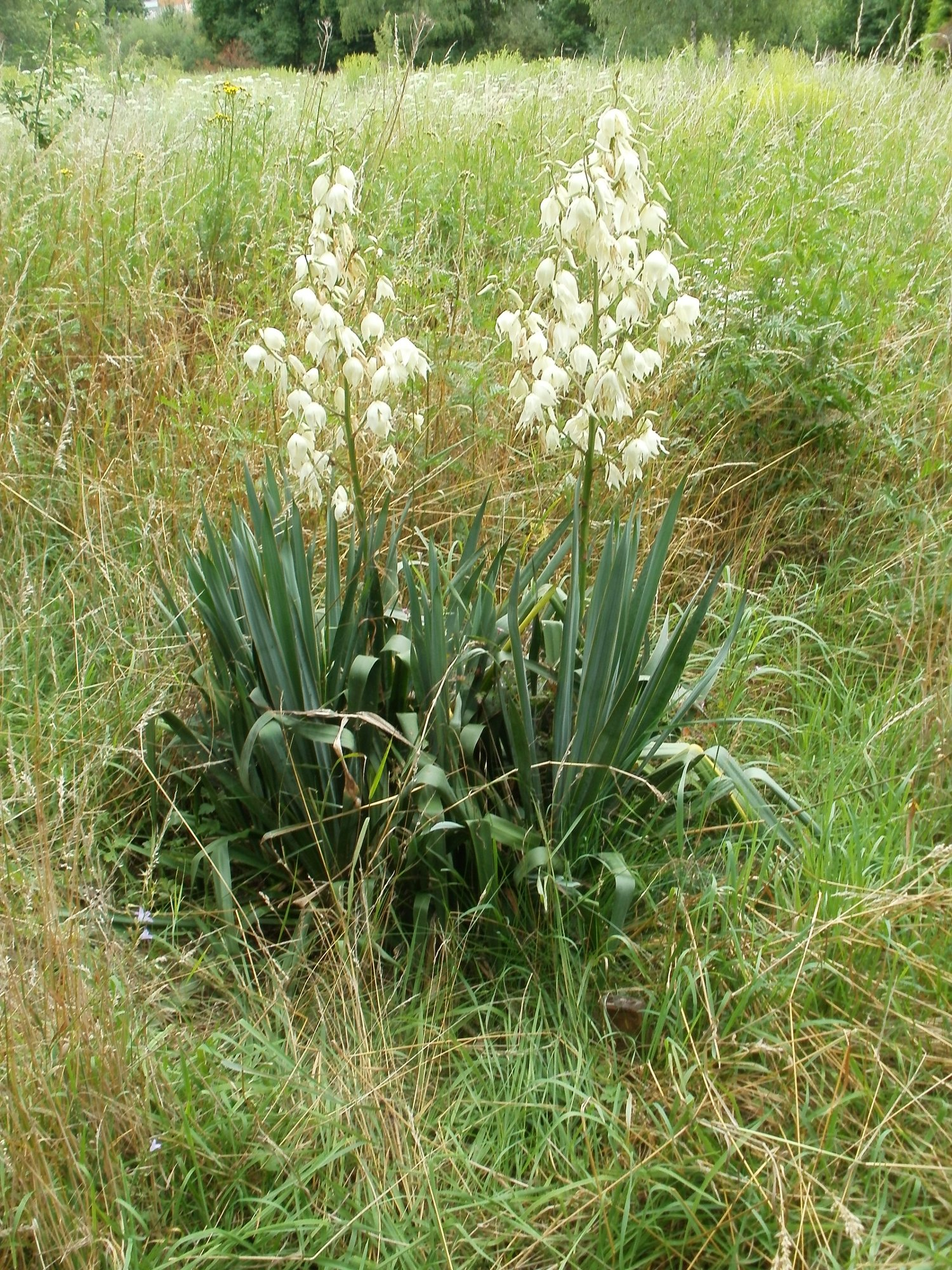
Vista de la planta

## Distribución
Es una yucca nativa del Desierto de Mojave, México, California, Utah, Texas, Sonora y Chihuahua.

## Descripción
La yucca banana está relacionada estrechamente con la yuca de Mojave (Yucca schidigera), con la cual forma híbridos. Y. baccata se reconoce por sus grandes hojas de 30-100 cm de longitud de color verde azulado. Florece en primavera al comienzo de abril y las flores alcanzan los  5-13 cm de longitud, siendo de color blanco o crema con sombras púrpuras. Los tallos florales alcanzan los 1-1.5 metros de altura. El fruto es una cápsula carnosa de 5-23 cm de longitud y  4-7.5 cm de ancho.

## Taxonomía
Yucca baccata fue descrita por Torr. en Emory y publicado en Report on the United States and Mexican Boundary . . . Botany 2(1): 221–222. 1859.
Etimología
Yucca: nombre genérico que fue nombrado por Carlos Linneo y que deriva por error de la palabra taína: yuca (escrita con una sola "c").
baccata: epíteto latíno que significa "que produce bayas"
Sinonimia
Variedades
- Yucca baccata var. brevifolia L.D.Benson & Darrow

Sinonimia
- Sarcoyucca baccata (Torr.) Linding.
- Yucca filifera Engelm.
- Yucca fragilifolia Baker
- Yucca hanburyi Baker
- Yucca scabrifolia Baker
- Yucca vespertina (McKelvey) S.L.Welsh[4][5]